# 109

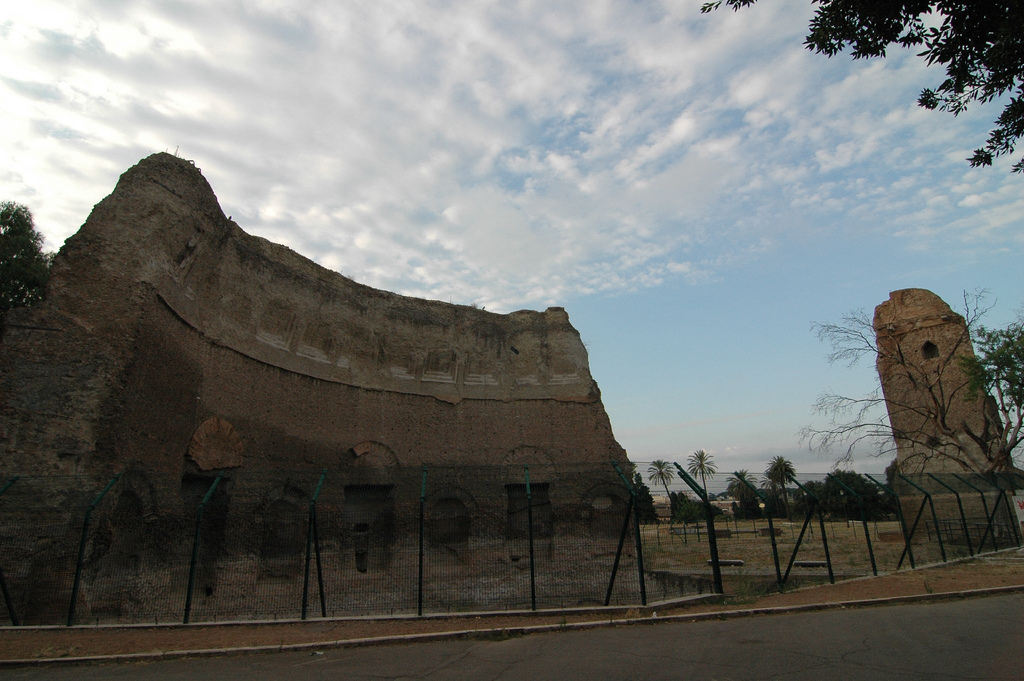
Restanten van de Thermen van Trajanus

Het jaar 109 is het 9e jaar in de 2e eeuw volgens de christelijke jaartelling.

## Gebeurtenissen

### Italië
- 22 juni - De Thermen van Trajanus van architect Apollodorus van Damascus worden geopend, de thermae zijn gebouwd op de ruïnes van de Domus Aurea (Gouden Huis) van Nero op de Esquilijn.[1]
- De Aqua Traiana wordt voltooid, het aquaduct loopt over een afstand ca. 32 kilometer naar Rome en voorziet het district Trans Tiberim (huidige Trastevere) van water.
- In Rome komt de Vaticaanse Naumachie gereed, het stadion wordt gebruikt voor het naspelen van zeeslagen (naumachia) door gladiatoren.

### Parthië
- Koning Osroes I (r. 109-129) volgt zijn broer Pacorus II op en regeert over het westelijke deel van het Parthische Rijk.

## Verschenen
- De Annalen van Publius Cornelius Tacitus